# Казначеева, Наталья Михайловна
Ната́лья Миха́йловна Казначе́ева (род. 15 сентября 1957, Подольск, РСФСР, СССР) — советская и российская актриса, мастер дубляжа.

## Биография
Родилась 15 сентября 1957 года в Подольске в многодетной семье. Отец, Михаил Иванович Казначеев, — инженер. Мать, Елена Гавриловна, — работала художественным руководителем местного дома культуры.
Как и её родители, в детстве Наталья занималась самодеятельностью.
В 1975 году, окончив школу, поступила во ВГИК (мастерская Татьяны Лиозновой и Льва Кулиджанова) и проучилась там четыре года. На третьем курсе состоялся её кинодебют — фильм «Баламут», где она снималась с однокурсником Вадимом Андреевым.
С 1980 года, после окончания института, стала работать на дубляже, входя в штат киностудии им. Горького. Её первая работа — дубляж роли Фрэнсес Уайт в английском кинофильме «Из лучших побуждений» под руководством Елены Арабовой.
Замужем за А. В. Сафоновым (актёр, драматург, режиссёр озвучивания), дочь Анна (род. 1984).

## Фильмография
- 1978 — Баламут — Аня
- 1979 — Фрак для шалопая — пионервожатая Хохлакова
- 1980 — У матросов нет вопросов — Алька Шанина
- 1981 — Всё наоборот — учительница
- 1982 — Место под солнцем — Маша, работница бензозаправки
- 1982 — Женатый холостяк — соседка Тамары
- 1982 — Загадка кубачинского браслета — Таня, подруга Саиды
- 1983 — Из жизни начальника уголовного розыска — жена Пантелеева
- 1984 — Инопланетянка — сослуживица Игоря
- 1985 — Парашютисты — Галина Нечаева
- 1985 — «Ералаш» — выпуск № 51 (сюжет «Кто виноват?») — Ксения Борисовна, учительница
- 1986 — Вера — Катя
- 1986 — На златом крыльце сидели — девушка
- 1987 — Клуб женщин — ведущая вечера
- 1988 — За кем замужем певица? — Люба, сотрудница Ксении по типографии
- 1988 — Воры в законе — жена лейтенанта
- 1988 — Шут — школьный психолог
- 1990 — «Ералаш» — выпуск № 82 (сюжет «Крик») — мама девочки, отправленной за кефиром
- 1991 — Завтра — кассир
- 1992 — Ка-ка-ду — прохожая
- 2004 — Весьегонская волчица — Ирина

## Дубляж и закадровое озвучивание

### Фильмы
- фильмы про Джеймса Бонда — все женские роли (закадровые переводы НТВ и НТВ+)[2]
- 1966 — Из лучших побуждений[1] — Лиз Коркоран (Фрэнсис Уайт)
- 1967 — Неукротимая Анжелика[1] — Анжелика Сансе де Монтелу (Мишель Мерсье)
- 1968 — Анжелика и султан[1] — Анжелика Сансе де Монтелу (Мишель Мерсье)
- 1986 — Данди по прозвищу «Крокодил» — Сью Чарлтон (Линда Козловски)[1]
- 1991 — Молчание ягнят — все женские роли (закадровый перевод НТВ), Клариса Старлинг (Джоди Фостер) (дубляж для DVD)[2]
- 1992 — Бэтмен возвращается — Селина Кайл / Женщина-кошка (Мишель Пфайффер)[2]
- 1999 — Анна и король[1][3] — Анна Леонуэнс (Джоди Фостер)
- 2001 — Лара Крофт: Расхитительница гробниц — Лара Крофт (Анджелина Джоли)[2][1][3]
- 2003 — Лара Крофт Расхитительница гробниц: Колыбель жизни — Лара Крофт (Анджелина Джоли)[1][3]
- 2007 — Влюбиться в невесту брата[1][3] — Мари (Жюльет Бинош)

### Телесериалы
- 1986 — Альф (закадровый перевод СТС)[3] — Кейт Таннер (Энн Шедин)
- 2006 — 1001 ночь (дубляж 2015 года)[3] — Надиде Эвлияоглу (Томрис Инджер)